# خورکی
خورکی (به لهستانی:  Chorki) یک روستا در لهستان است که در گمینا گرابوو واقع شده‌است. خورکی ۲۰۰ نفر جمعیت دارد.